# Interprovinciaal Overleg

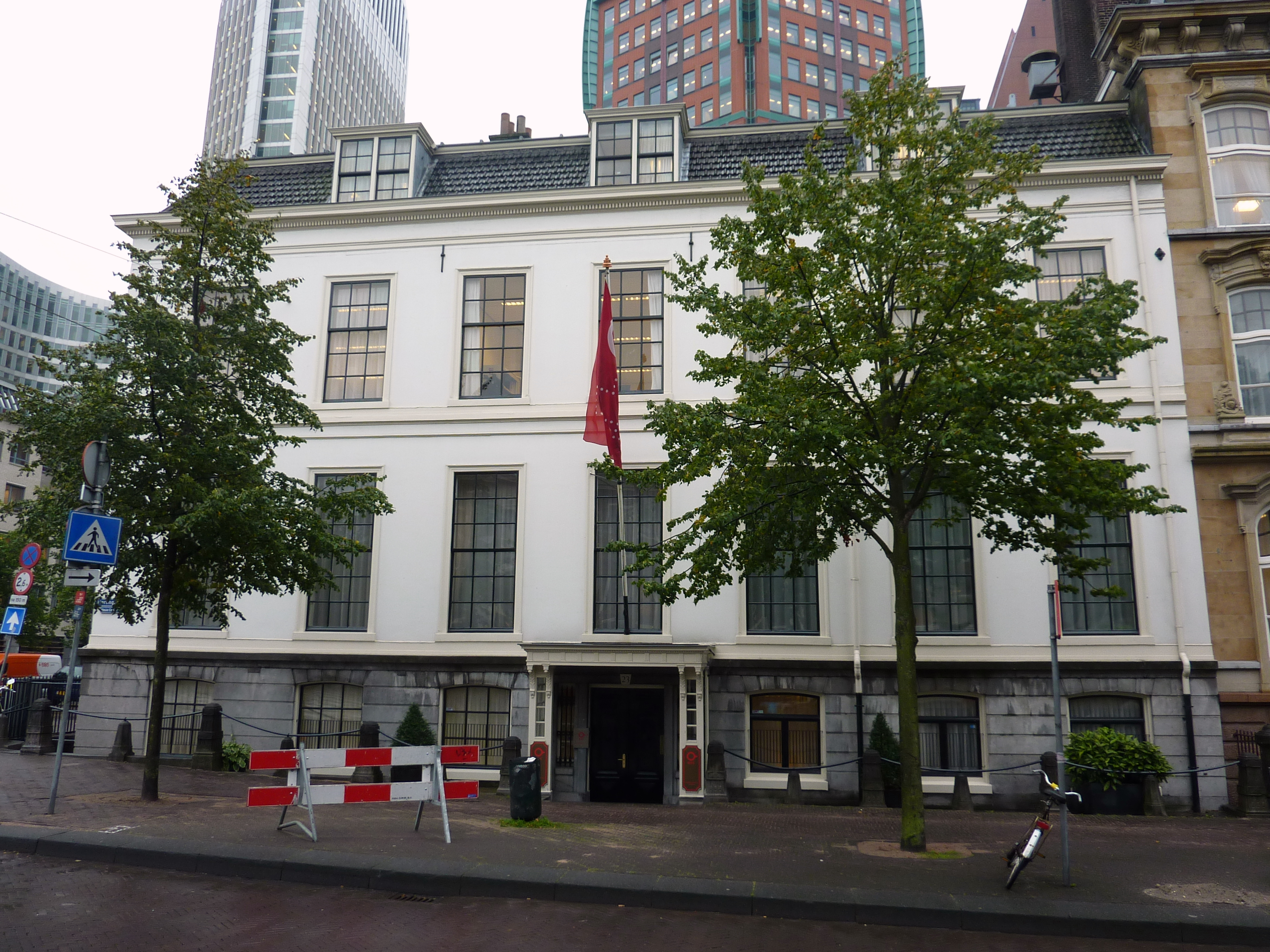
Het pand van Interprovinciaal Overleg te Den Haag.

Het Interprovinciaal Overleg (IPO) is de vereniging van de twaalf Nederlandse provincies. De vereniging behartigt de belangen van de 12 provincies en vormt een platform voor de uitwisseling van kennis en innovatie.
Het bestuur van het IPO bestaat uit dertien leden, van elke provincie één gedeputeerde plus een voorzitter (meestal een commissaris van de Koning). De voorzitter is per 1 juni 2021 Jaap Smit, commissaris van de Koning in de provincie Zuid-Holland. De algemene vergadering van het IPO telt 24 statenleden, uit elke provincie twee.
Onderdeel van het IPO is ook BIJ12, de uitvoeringsorganisatie van de 12 provincies en het Huis van de Nederlandse Provincies in Brussel. 
Het bureau van het IPO zet zich in voor gemeenschappelijk optreden in de belangenbehartiging richting de Rijksoverheid, de Europese Unie, de Vereniging van Nederlandse Gemeenten, de Unie van Waterschappen en met maatschappelijke organisaties. Op 1 januari 2023 werd Rien Fraanje algemeen directeur van het IPO. 